# Familia monástica de Belén, de la Asunción de la Virgen y de San Bruno

## Origen
La Familia Monástica de Belén, de la Asunción de la Virgen y de San Bruno es un instituto religioso de derecho pontificio que incluye una rama femenina y una rama masculina.
Fue fundada inicialmente en 1951 por Odile Dupont (Sœur Marie en religión) como una fraternidad dominicana, “las hermanitas de Nuestra Señora de la Natividad”, comúnmente llamadas “Belén”, antes de que la comunidad se separara en 1971 de la Orden Dominicana y se acercara a un modelo de vida semi -eremítica inspirado en los Cartujos, sin depender no obstante de su orden.
En los años 70 tuvo una gran expansión siguiendo el ejemplo de las nuevas comunidades, bajo la influencia del Padre Marie-Dominique Philippe. Una visita apostólica iniciada en 2015 reveló graves abusos en la comunidad que resultaron ser abusos de conciencia y de autoridad con consecuencias deletéreas para la psique de sus miembros.

## Odile Dupont

### Orígenes familiares
La primera priora y fundadora fue Odile Dupont (1922-1999) de una familia adinerada de Le Havre. Fue la hija mayor de una familia de seis hijos formada por cuatro niños y dos niñas, cuyos padres fueron François Dupont (1887-1961) y Marie Thérèse Fanny Mathilde Caillard (1897-1984). Su madre provenía de una reputada familia de empresarios de Le Havre que fabricaban equipos de elevadores.
Se la conoce también con el nombre de Odile Dupont-Caillard, que ella misma popularizó al considerar su apellido demasiado banal. Del mismo modo, su hermano, Jean-François Dupont (1918-2005) y su sobrino añadieron Danican a su nombre en sus libros dedicados a la familia Philidor, una dinastía de músicos. Este apellido tomado de la abuela paterna, Charlotte Danican Philidor (1861-1923) sería la afrancesación del nombre escocés Duncan, que Odile Dupont utiliza con facilidad para subrayar los orígenes británicos de un padre idealizado  al que presenta bajo el nombre de François Dupont-Danican . Autora de una biografía de Odile Dupont, Blandine de Dinechin  señala esta semejanza y la relaciona con la propensión de la fundadora a alargar el nombre inicial de su comunidad, «Belén», que posteriormente “fue ennoblecido con varias partículas para convertirse en la Familia Monástica de Belén, de la Asunción de la Virgen y de San Bruno”.
Contrariamente a lo que afirma una obra publicada en 2005, que enumera “figuras de santidad” del siglo XX no es prima de los dominicos Thomas y Marie-Dominique Philippe, aunque este último haya desempeñado un papel eminente en la vocación de Odile Dupont, así como en la fundación y el desarrollo de la Familia monástica de Belén.

### Influencia dominicana
La vida religiosa ocupa un lugar importante en la familia Dupont. El padre es un oblato benedictino de La Pierre-qui-Vire, la madre es una terciaria dominica . Con sus padres, Odile Dupont asistió al convento dominico del Santísimo Rosario  en Le Havre. Marie-Dominique Philippe es amigo de la familia , al igual que su tío, Thomas Dehau, a quien conoció cuando era niña . Asistió al colegio Ormeaux  dirigido por monjas dominicas . Después de terminar sus estudios, comenzó a estudiar para ser enfermera en la escuela Chaptal de París . Su gusto por el misticismo, que comparte con su padre, con quien mantiene una relación considerada cercana, la conduce hacia la vocación religiosa .
Tres dominicos acompañaron la entrada de Odile Dupont en la religión. En primer lugar, Marie-Dominique Philippe , a quien su tía, Paule Caillard (1906-1948), lo presentó en 1942 . Paule Caillard, Sor Juana de la Cruz en religión, era entonces dominica en el monasterio de la Cruz y de la Compasión de Étiolles, junto al Saulchoir, cuya priora era Cécile Philippe, hermana de Marie-Dominique Philippe, condenado en 1956 por el Santo Oficio con Thomas Philippe y su tío en el asunto Eau vive.
El dominico Jourdain Bonduelle (1906-2003) , primo de Marie-Dominique Philippe, elegido prior del convento de Le Havre en 1945, siguió también los inicios de Odile Dupont en la vida religiosa , al igual que el dominico Ceslas Minguet, del mismo convento, considerado por su orden como inestable y formando parte de los «Mariolâtres», a quien conoció en 1946 .

### Inicios en la vida religiosa en las Tourelles de Montpellier (1946-1950)
Dada la complejidad del recorrido de Odile Dupont durante este corto período de cuatro años, su biógrafo describe su primera vida religiosa como “caótica” .
Odile Dupont entra en abril de 1946 en la congregación dominica de Tourelles  en Montpellier tomando el nombre de Sœur Maríe Catalina , . La congregación, cuya priora general era la Madre Marie-Bernard Maistre, conoció entonces fuertes tensiones internas y fue puesta bajo la tutela del padre dominico Vincent Héris, amigo íntimo de Thomas Philippe, su vicerregente en Saulchoir , .
Entró como hermana “auxiliar”, “una especie de oblata, un estado híbrido inventado solo para ella. [...] No es pues una persona religiosa por derecho propio” debido a sus dificultades para seguir la Regla que le impone levantarse por la noche, que no puede soportar . El diario de la comunidad menciona su «profunda incertidumbre sobre su instalación definitiva en Les Tourelles. Por consejo del Padre Bonduelle, pide la gracia de hacer de todos modos su profesión» . Odile Dupont pronuncia sus votos privados temporales el 22 de agosto de 1948 y los renueva al año siguiente .
Sus dificultades de adaptación  la llevan, a septiembre de 1949, a abogar por una actitud de «misericordia hacia aquellos que tienen una verdadera vocación pero poca salud» . Marie-Dominique Philippe aconseja a Odile Dupont abandonar temporalmente la comunidad.

#### Estancia con las Hermanas Dominicas de Santa María (octubre de 1949 - marzo de 1950)
En octubre de 1949, obtuvo permiso de su priora para ir por algunos meses a Suiza, a Bluche en la diócesis de Sion, a uno de los conventos de las Hermanas Dominicas de Santa María abiertos un año antes, que adaptaban la vida contemplativa a las hermanas de salud frágil, como se consideraba Odile Dupont . Se trata de una nueva congregación fundada en 1942  por Marie-Renée Seuillot (1910-1969), Hermana Marie-Renée de Cristo en la religión , . Marie-Dominique Philippe predica regularmente retiros en Bluche y ejerce un ministerio de confesión  “que le permite un acceso muy amplio a los conventos de la congregación”.  Sin embargo, en marzo de 1950, a Odile Dupont se le negó la entrada en la congregación de las Hermanas Dominicas de Santa María a causa de su noviciado en Montpellier que la vinculaba a las Tourelles .

#### Ermita de Le Perthus (abril-octubre de 1950)
En abril de 1950, la priora de Tourelles le autorizó a unirse en Perthus, en los Pirineos Orientales, a una comunidad de “eremitas de María” de inspiración cartujana. Deja el hábito dominicano . En septiembre de 1950 Ceslas Minguet fue a buscarla a Le Perthus para fundar con ella la «Orden de la Santísima Virgen», cuyo proyecto el dominico había concebido cuatro años antes cuando la conoció en 1946. Ante la resistencia de Odile Dupont, Ceslas Minguet intrigó ante el obispo de Perpiñán, Henri Marius Bernard, buscando desacreditar a la comunidad de Le Perthus para obligarla a marcharse. Ceslas Minguet regresó finalmente a Le Havre para convencer a los padres de Odile Dupont de que llamaran a su hija a su comunidad de origen. Por su parte, Madre Marie-Bernard Maistre también pidió la intervención del obispo: Odile Dupont, que no había manifestado su intención de ser o no liberada de sus votos en Les Tourelles, no podía pretender a un postulantado en Le Perthus . Tras la visita del obispo que le pidió que se marchara, Odile Dupont abandonó la ermita a finales de octubre sin saber dónde ir. Después de una breve estancia de tres días en una fraternidad del Padre de Foucauld en Montpellier, donde fue rechazada su admisión, volvió a Les Tourelles donde fue acogida de nuevo por Madre Marie-Bernard Maistre mientras esperaba una solución respecto a su vocación religiosa .

#### Agua Viva (noviembre de 1950 - principios de 1951)
Al acercarse el 1 de noviembre de 1950, fecha anunciada para la promulgación del dogma de la Asunción por Pío XII, Ceslas Minguet de Le Havre organiza en pocos días una peregrinación a Roma  financiada por la señora Boudy, comerciante de Le Havre. Los padres de Odile Dupont y su hija Agnès asisten a la peregrinación. Este acontecimiento es considerado como el origen de la fundación por la familia monástica de Belén. La ruta de la peregrinación pasa por Eau Vive en Soisy-sur-Seine, donde Ceslas Minguet ha sido destinado, desde principios de año, para acoger a los residentes . A la vuelta, después de que el autobús cruza la frontera italiana, Ceslas Minguet, al enterarse de que Odile Dupont había abandonado definitivamente Le Perthus y se encontraba en Montpellier, llamó a la Madre Marie-Bernard Maistre para que pidiese a Odile Dupont que viniera a unirse al autobús en Aix-en-Provence, que se dirigía hacia Le Havre con parada en L’Eau Vive para traer de vuelta a sus residentes. Convenció fácilmente a la priora de Tourelles para que la enviara al convento de la Epifanía, abierto en 1947 a fin de servir de albergue de L’Eau vive, un centro de formación creado un año antes por Thomas Philippe. Odile Dupont estudió allí  y pasó allí la Navidad de 1950.
Ahora bien, fue precisamente en 1950 que Madre Marie-Bernard Maistre cometió “actos impuros graves” con Thomas Philippe, según su declaración de 1956 al dominico Paul Philippe (que no era pariente de Thomas Philippe). Este último, comisario del Santo Oficio encargado de investigar los abusos de Thomas Philippe, estaba al tanto de los rumores sobre una «peligrosa influencia [de Thomas Philippe] sobre ciertas monjas [del convento de la Epifanía] cuyos nombres desgraciadamente se desconocen». Una de las víctimas de Thomas Philippe en L’Eau Vive, la primera en denunciarlo en 1952, relata sin embargo con precisión el caso de una religiosa dominica de la Epifanía que tuvo una relación sexual con Thomas Philippe.
En estas condiciones, el envío de Odile Dupont por parte de Madre Marie-Bernard Maistre al convento de la Epifanía con Thomas Philippe, cuyas «inadmisibles relaciones místico-sexuales» conoce para compartirlas con él, cuestiona a su biógrafo , ya que se plantea la cuestión de si la propia Odile Dupont logró escapar de esa situación.
Ceslas Minguet, que no había renunciado a la creación con Odile Dupont de una «Orden de la Santa Virgen», pidió a Madre Marie-Bernard Maistre que la liberara del convento de la Epifanía. Marie-Dominique Philippe, implicado él mismo en las acciones de su hermano, animó también a Odile Dupont a finales de 1950  a crear una nueva fundación que nació a principios de 1951.

## Historia de la comunidad

### Las Hermanas Dominicas de Nuestra Señora de la Natividad (1951-1971)

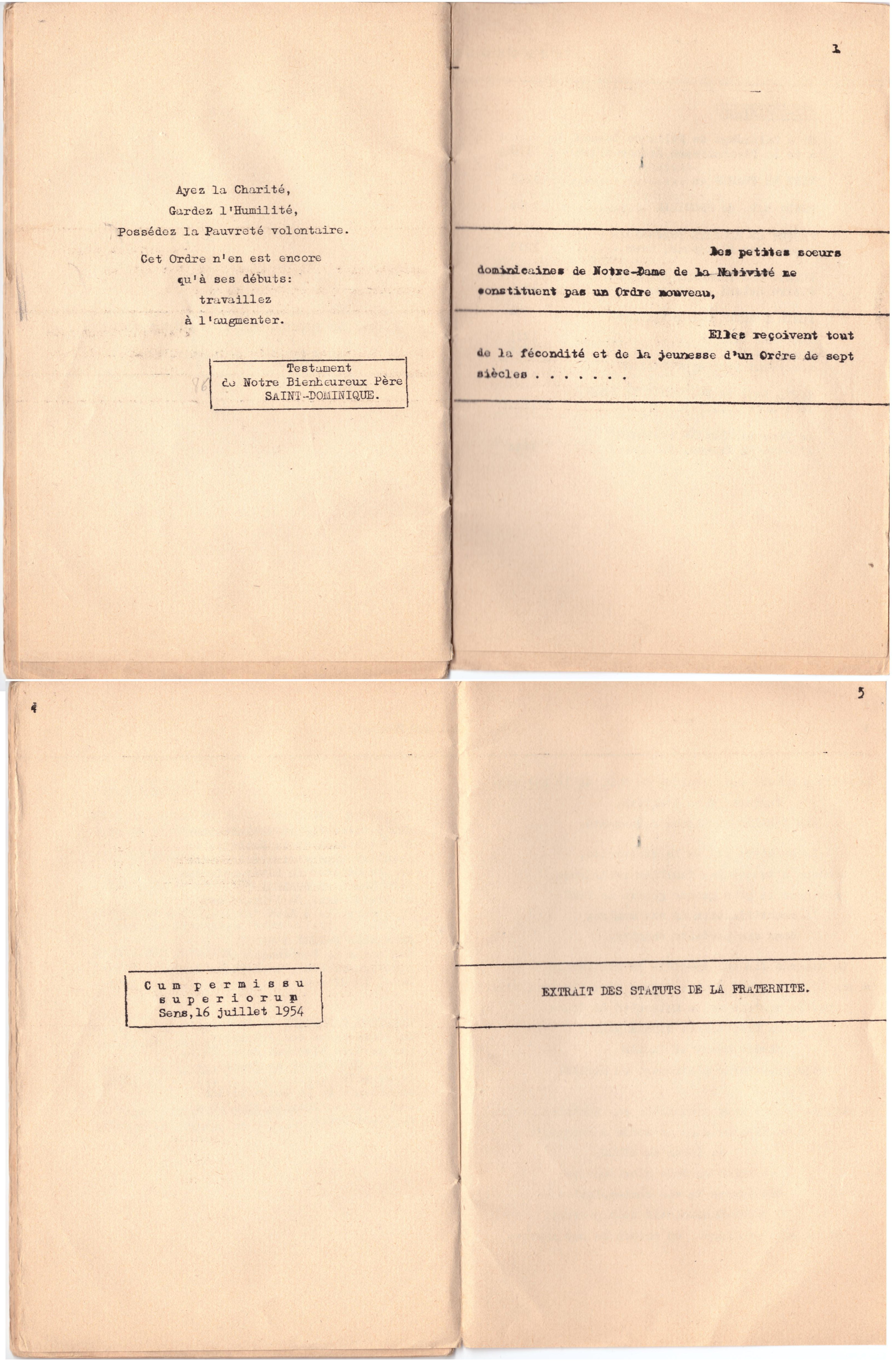
Extracto del folleto de presentación de las Hermanitas de Nuestra Señora de la Natividad, Sens, 16 de julio de 1954

#### Chamvres (1951-1954): comienzos difíciles
Las mujeres que debían formar la fraternidad religiosa impulsada por Ceslas Minguet y Marie-Dominique Philippe se retiraron una tras otra. Al final, sólo Odile Dupont y Hortense Djakeli  quedaron para instalarse en febrero de 1951 en Yonne en Chamvres [ en la ciudad natal dela Sra. Boudy que proporcionó ayuda financiera a la naciente comunidad . A ellas se unen otras mujeres, procedentes de L’Eau Vive o reclutadas por Ceslas Minguet, que recorre Francia para implantar sus equipos “del Rosario ”. Este último se puso a redactar una regla comunitaria y buscó el apoyo del Maestro de la Orden Dominicana, Emmanuel Suárez, quien le recomendó ponerse en contacto con el ordinario del lugar, Frédéric Lamy, obispo de Sens. Después de sólo algunos meses, Odile Dupont fue depuesta de su cargo de priora por el obispo, quien no apreció la orientación cartujana que ella quería dar a su comunidad después de un encuentro con un monje cartujo. Es reemplazada por Geneviève Oury, hermana Myriam en religión, a quien Odile Dupont conoció en Les Tourelles. Pero aquejada de tuberculosis, Sor Myriam tuvo que ceder su puesto al cabo de unos meses a Odile Dupont, que volvió a ser priora.
Las “Hermanitas Dominicas de Nuestra Señora de la Natividad” reciben la aprobación episcopal el 4 de agosto de 1951. Las primeras vesticiones tuvieron lugar el 22 de octubre de 1951. Esta fecha se eligió por décimo aniversario de la comunidad el 22 de octubre de 1961. A finales de 1951, eran quince las que vivían en Chamvres. La comunidad fue erigida hacia el 22 de agosto de 1952 en fraternidad de la Tercera Orden de Predicadores por el Padre Albert-Marie Avril, Provincial de Francia de los Dominicos,.
En febrero de 1954 y según el diario de la comunidad, «el hacinamiento en que viven en la casa de Chamvres perjudica notablemente la salud». Varias hermanas enferman y son enviadas a Font-Romeu y Dorres para recibir tratamiento, entre ellas la fundadora y la priora, que tuvieron que ausentarse varios meses para ser operadas. Según la biógrafa de Renée de Tryon Montalembert, que entró en Belén en 1954, en este «periodo del principio de la fundación, la comunidad se buscaba a sí misma [y] atravesaba una crisis» . Se desea también acercarse más a París para “facilitar el contacto con [maestros de doctrina, [doctores] y condiciones de trabajo [rentables]” .

#### Méry-sur-Oise (1954-1971): una comunidad en crecimiento
EL15 de septiembre de 1954, las monjas se trasladaron a la aldea de Vaux en Méry-sur-Oise ,. La comunidad es reconocida como unión piadosa  por el ordinario del lugar, Alexandre Renard, obispo de Versalles . Ceslas Minguet es nombrado capellán y confesor hasta su destino unos meses más tarde al convento de Santo Domingo de Corbara en Córcega, «que sirve a la provincia de Francia como lugar de confinamiento para sus casos difíciles» , y donde se alojó Thomas Philippe de diciembre de 1953 a septiembre de 1954, después que lo expulsaron de L’Eau Vive en 1952. El representante de la comunidad es el Padre Jourdain Bonduelle, que acompañó los inicios de Odile Dupont en la vida religiosa, y luego, a partir de 1959, el Padre Bernard-Marie Chevignard (1909-1996),.
La comunidad encuentra apoyo financiero en la “ Asociación de Educación Popular “Belén”, declarada en la prefectura el 30 de septiembre de 1954, cuyo objeto es la “organización en Chamvres y en todos los demás lugares, de casas de acogida y centros de retiro espiritual” . Propietaria de la casa de Méry-sur-Oise, la asociación laica fue regida como vicepresidenta  y luego presidida a partir de 1959 por Jacques Oudiette (1906-1983) , Inspector de Finanzas. La comunidad toma como nombre común “Belén” del nombre de esta asociación que “gestiona todas las responsabilidades materiales de la Fraternidad” , . En el Hotel Lutetia se realizan ventas benéficas anuales a beneficio de la comunidad. La proximidad de París favorece la recepción de numerosos ejercitantes, entre ellos escolares y estudiantes: 4.000 son recibidos anualmente .
Las primeras fundaciones de “soledad” se establecieron  en Villeneuve-des-Escaldes (1959)  y Hautecour (1962) . En 1960, la comunidad contaba con veinticinco hermanas  ; en 1963, había alrededor de cuarenta . “La comunidad se inspira en Santo Domingo, su fundador original, y en Charles de Foucauld de quien toma el espíritu y la organización de la vida cotidiana. (...) Este aspecto se nota sobre todo (...) en el tiempo que se dedica a la adoración y a la soledad, así como a la oración común y privada (y) en la sencillez y pobreza de su vida cotidiana”  Dos fraternidades estudiantiles son fundadas en 1968 en París y Friburgo, en Suiza , .
La comunidad de Belén se instaló en 1971 en el bosque de Nemours, en la carretera de Poligny .

### Los monjes y monjas de Belén (1971-)

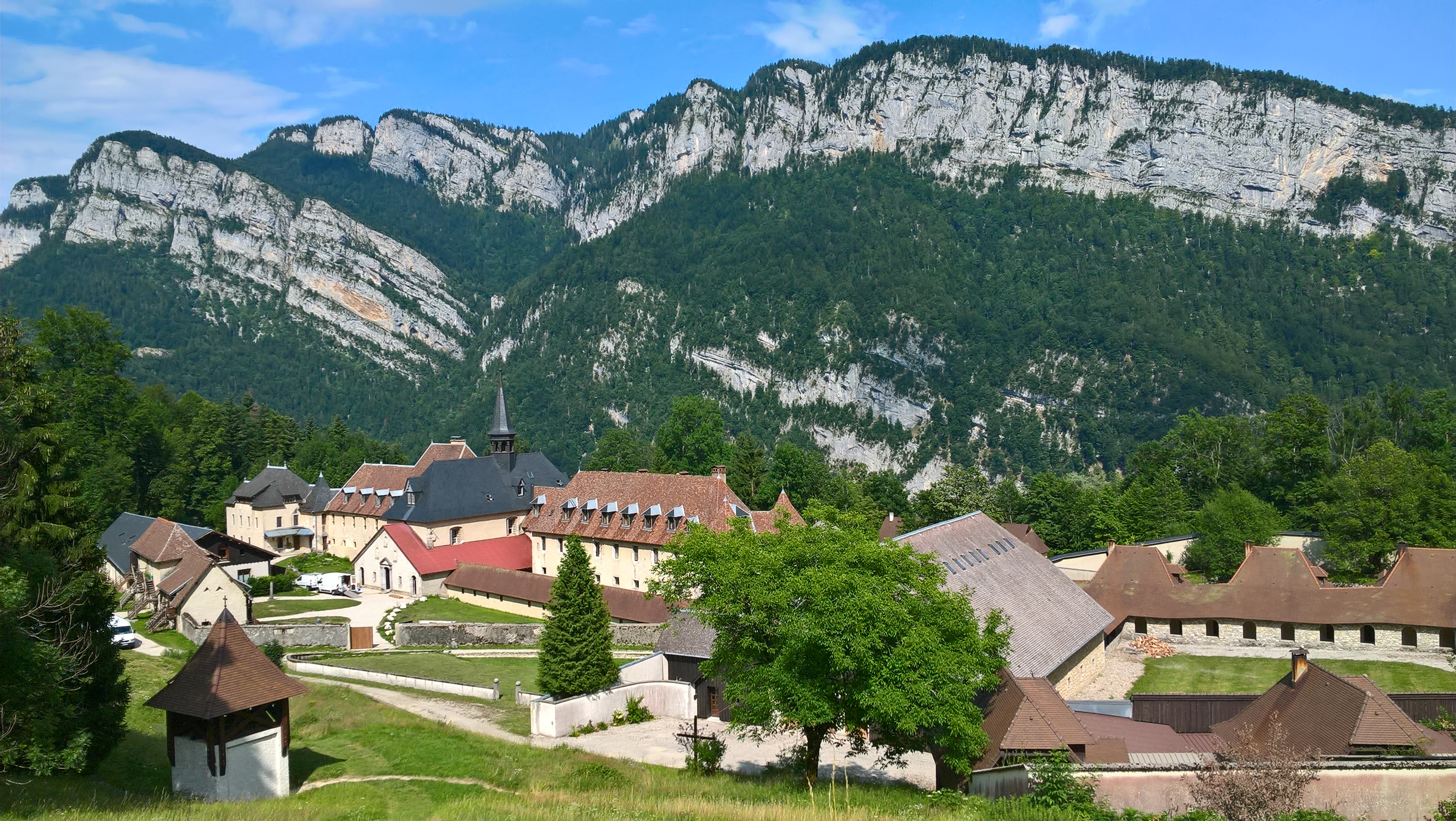
Monastère de Currière-en-Chartreuse

Las Hermanas de Belén se separaron de la Orden Dominicana de la que dependían en 1971 al juzgar “que la vida dominicana no tenía un carácter suficientemente monástico y que el activismo marcaba demasiado a algunas de sus representantes”. Se convirtieron pues en la “comunidad monástica de Belén” y conservaron este nombre (sin la posterior adición de “de la Asunción de la Virgen”) al menos hasta mayo de 1978.

#### La orientación pseudo cartujana
A partir de 1974, Sœur Marie Dupont dio una nueva orientación a su comunidad. En 1973, la Orden Cartuja decidió acoger en la Chartreuse de Currière en Saint-Laurent-du-Pont, a los ejercitantes que deseaban experimentar la soledad, a partir de ese momento la comunidad monástica de Belén evolucionó gradualmente hacia una vida monástica de estilo semi- eremítico . Esta orientación cartujana se había ido preparando mediante encuentros anuales con la Orden desde hacía más de 10 años, a partir de la entrada en la comunidad en 1960 de la hermana de un monje cartujo . Totalmente comprometido con la causa de Sœur Marie Dupont, Dom André Poisson, ministro general de los Cartujos (1967-1997) y Prior de la Gran Cartuja, iba con frecuencia a Currière y redactaba su regla “plagiando la de los Cartujos”. Permite la construcción de ermitas en el lugar y ofrece a la comunidad monasterios abandonados por los cartujos, por falta de vocaciones, con gran disgusto de las monjas cartujas que se sienten agraviadas .
La rama masculina de Belén fue creada en octubre de 1976. Al principio contaba con 3 hermanos, entre ellos el hermano Vicente, que fue el prior y fundador. Abandonó la comunidad dos años después. Le sucede el hermano Patrick. En 1978había 11 monjes. Atribuyéndose la filiación de San Bruno, fundador de los Cartujos en el siglo XI , las hermanas y luego los hermanos hicieron de sus dos monasterios contiguos sus respectivas casas madre, es decir, el lugar donde residen el prior general y la priora general. »
Las monjas de Belén son reconocidas como una unión piadosa el 6 de octubre de 1977 por Gabriel Matagrin, obispo de Grenoble . A petición suya, la comunidad de Belén fue autorizada en 1979 por el Capítulo General de la Orden Cartuja a referirse a San Bruno, sin embargo se precisó «sin ninguna relación de dependencia» con la Orden .
Sœur Marie Dupont, sin embargo, crea ambigüedad al presentar la comunidad de Belén como una nueva rama cartuja que habría tenido su origen en tiempos contemporáneos. Esta «instrumentalización de la orden cartuja»  disgustó al procurador general, representante de la orden en Roma, quien pidió a Dom Poisson romper todos los vínculos con la comunidad de Belén, so pena de ser destituido de su cargo de prior general .
«Esta apropiación abusiva» es denunciada de nuevo por la Orden de los Cartujanos que exige que la casa general de la Familia monástica de Belén no se establezca más en la Cartuja de Currière . La sede se trasladó en 2017 al monasterio situado en el lugar llamado “la Piquetière”, construido por la comunidad en 1991, también situado en Saint-Laurent-du-Pont.

#### La atracción por los cristianos orientales
Las monjas también se orientaron hacia el Oriente cristiano, a partir de los contactos establecidos a finales de los años 60 con personalidades del mundo ortodoxo como el patriarca Atenágoras, el archimandrita Sofronio, el padre Boris Bobrinskoy y los monasterios griegos de Patmos y San Patapios , . Su espiritualidad se inspira en la tradición oriental de los Padres del Desierto desde los años 1970 y sus servicios están inspirados en el rito bizantino . En este sentido, en 1971 fundaron una comunidad cerca de la Abadía de Chevetogne así como otra en el Líbano.

#### Un auge considerable
La comunidad fundaba prácticamente un monasterio por año: de 1967 a 1982 se abrieron trece. Algunos conventos tienen diez o quince novicias, con una edad media de veinticinco años . «La comunidad de Belén atrae a cientos de jóvenes, la mayoría de las cuales, en Francia, provienen de la clase media alta, cautivadas por el ideal del radicalismo y el carisma magnético de Sœur Maríe, quien es objeto de veneración.» 
En 1984, la comunidad contaba con 22 monjes y 250 monjas, repartidos en dos monasterios los primeros y doce monasterios las segundas en Francia, Bélgica e Italia .
El 24 de junio de 1986 las monjas son reconocidas como instituto religioso de derecho diocesano ,  ; Los monjes como asociación de fieles el 2 de febrero de 1987, y como instituto de derecho diocesano el 25 de marzo de 1992 al igual que las monjas. Las ramas femenina y masculina son erigidas juntas en un instituto religioso de derecho pontificio por la Santa Sede el 6 de octubre de 1998. Hasta esta fecha la comunidad seguía llamándose “Familia Monástica de Belén y de la Asunción de la Virgen”. El nombre de San Bruno sólo fue añadido en el momento del reconocimiento papal, en referencia a los Cartujos. ”Una paternidad afirmada, sin vinculación a la Orden de la Cartuja, y por decisión de la priora de Belén” La comunidad contaba entonces con veintiocho monasterios femeninos y tres masculinos, para aproximadamente 500 miembros.

#### Prioras sucesivas
Después de haber sido priora general de la comunidad durante casi 49 años, la fundadora, Odile Dupont, murió en Saint-Laurent-du-Pont  a la edad de 77 años el 27 de septiembre de 1999. La sucedió Sœur Isabelle Flye Sainte Marie . En 2017, la Santa Sede aceptó la renuncia de Sœur Isabelle, quien fue reemplazada por Rose Armelle Lorenchet de Montjamont, Sœur Emmanuel, cercana a la familia real belga , nombrada por la Congregación para los Institutos de Vida Consagrada . Esta última, al haber alcanzado el límite de edad, es sustituida el 1 de octubre de 2024 por Marion Véronique Anne Boutard, hermana Laure-Marie . Su elección fue presidida por Jean Quris, asistente apostólico .
En la rama masculina, el hermano Silouane sucedió al hermano Patrick, que gobernó durante veintidós años, de 1978 a 2000 . En octubre de 2018, El hermano Jean-Baptiste es elegido prior general.

### La historia de la Fundación: una reescritura de 1977
Según su propia historia de fundación, recogida en el decreto de erección canónica , , «la Familia monástica de Belén, de la Asunción de la Virgen y de San Bruno nació el 1 de noviembre de 1950 en la Plaza de San Pedro de Roma en el momento en que el Papa Pío XII proclamó el dogma de la Asunción de la Virgen. [...] Algunos peregrinos franceses sintieron entonces la llamada a darlo todo para que pudieran nacer nuevas comunidades en la Iglesia.» , .
Esta narración se encuentra en diferentes autores vinculados a las nuevas comunidades  bajo la misma versión ,  o con algunas variaciones: «peregrinos de Francia, guiados por el padre Ceslas Minguet, hijo de Santo Domingo» , «un grupo de peregrinos de Le Havre [...] incluidos los padres de Odile» . Esta última versión, que incluye a la familia de la fundadora entre los peregrinos, cuenta que «siete de ellos, sin consultarse entre sí [...] sintieron una llamada a realizar «el proyecto de la Virgen», es decir la creación de una nueva comunidad difundida por el mundo.» .
Esta historia de la fundación, en la que el fundador está ausente, es un desarrollo posterior . Significativamente, está ausente de la historia de la comunidad en el folleto de presentación de 1960 . Ni la referencia al dogma ni la narrativa que lo rodea están incluidas en el libro de referencia de Olivier Landron  sobre las nuevas comunidades , . El primer nombre de la comunidad, “Hermanas de Nuestra Señora de la Natividad” , no hace alusión a la Asunción, como tampoco su nombre común “Belén”, que se refiere a la Natividad .
El origen de este último nombre se atribuye a la instalación de la primera capilla en un establo: «el primer oratorio se instaló en un establo que evoca la gruta donde el Hijo de Dios se hizo niño. [...] Por eso la comunidad naciente recibió el nombre de Belén.»  Se trata de una reconstrucción de la realidad: la primera capilla de la comunidad se construyó en 1951 en un granero , luego la de Méry-sur-Oise en 1954 en un establo .
«Sean cuales sean las fuentes que se exploren —crónicas, folletos, textos u homilías—, no encontramos en ninguna parte, durante los años 1951-1977, la más mínima evocación, el más mínimo rastro de estas intuiciones que anuncian que la Virgen María habría querido fundar una comunidad animando a estos pocos peregrinos a promover su florecimiento y crecimiento.»  Monique Dupont, cuñada de la fundadora, presente ese día en Roma con los demás peregrinos, describe esta historia como «pura invención» .
Este nuevo relato de los orígenes fue desarrollado por la Hermana Marie Dupont en diciembre de 1977 . Sustituye a la clásica historia que hacía referencia a la fecha del 2 de febrero de 1951. El punto de partida de la comunidad, en el momento de su instalación en Chamvres en Yonne. Tras el giro pseudocartujo de 1973, la creación de la rama masculina en 1976 y la elaboración de una regla de vida en el otoño de 1977 bajo la presión de la Congregación para los Religiosos, la comunidad se reinventó esta historia construida desde la nada . Habría surgido de la visita a Roma el 14 de diciembre de 1977 de Sœur Marie Dupont con otros tres miembros de la comunidad para encontrarse con Pablo VI. Esta audiencia tan formal, limitada a uno o dos minutos, constituyó una frustración, incluso una humillación, para la fundadora. Sola en la Plaza de San Pedro, recordando la peregrinación de su familia en 1950, habría imaginado entonces esta historia “sobrenatural” de la fundación, en la que por “una especie de moción interior [...] recibida por algunos peregrinos franceses durante la proclamación del dogma de la Asunción” la comunidad de Belén habría sido fundada por la misma Virgen . Así, «Sœur Maríe abandona la narrativa autobiográfica en la que su ego desempeña un papel importante y [...] comienza a conectar la fundación de Belén con una intervención directa y personal de la Virgen María desde el cielo.»  Esta narrativa se amplificó posteriormente: el número de peregrinos se fija en siete. El número simboliza la perfección y se refiere a la fundación de los Siervos de María, una orden fundada en el siglo XIII por siete personas . La Regla de la Comunidad, que consta de 890 párrafos, se construye en torno a esta historia mítica «considerada cierta e indiscutible» dentro de la comunidad .
Con el acercamiento del modelo semieremítico de los cartujos, incluso el nombre común «Belén» adquiere un sentido diferente, como lo refiere así Olivier Landron: «Se ha elegido el nombre de Belén (Prier, marzo de 1979) en referencia al desierto de Judá que se encuentra cerca de esta ciudad y que albergó a los primeros eremitas cristianos.»

## Reglas de vida
La vida conventual se inspira en el modelo cartujo. Se rige por las “constituciones” escritas por el fundador que comprenden más de 800 páginas. Las hermanas están solas en su celda todo el día para rezar, trabajar y tomar sus comidas. La única comida comunitaria tiene lugar el domingo en silencio en el refectorio. Asisten a dos asambleas litúrgicas al día, una hora y cuarto por la mañana y dos horas por la tarde. El “oficio de la espera” se celebra entre las 4 y las 6 de la mañana en la celda según una tradición de los monjes solitarios de los desiertos orientales, “centinelas de la Iglesia a la hora en que el universo duerme”. Toda lectura está prohibida durante el noviciado.

## Apoyo financiero
La comunidad cuenta con muchos poderosos sostenes provenientes de familias industriales, como los herederos de la firma C&A. El matrimonio Brenninkmeyer, sin hijos, legó toda su fortuna a la familia monástica de Belén. También se beneficia del apoyo constante de la familia Michelin, que financió la construcción de varios monasterios: el de Poligny cerca de Nemours en 1971, el de Camporeggiano en Italia y un monasterio en Lituania donde ingresaron dos sobrinas nietas de Bruno Jeanson, vinculado a la familia Michelin y director de la filial italiana en Turín. Un rico donante estadounidense financió completamente la construcción del monasterio estadounidense de Livingstone Manor en un terreno de 300 hectáreas cedido por el cardenal John Joseph O’Connor, arzobispo de Nueva York en ese momento.  La comunidad contó también con un importante apoyo de la familia real belga : el rey Beaudouin, muy cercano a la comunidad donde hacía retiros discretos con su esposa, la reina Fabiola, legó en 1992 las 15 hectáreas del dominio real de Opgrimbie, en Limburgo. La construcción del monasterio de las hermanas en este lugar ha conocido numerosos avatares jurídicos y ha suscitado controversias como en otros asentamientos en Francia.
En octubre de 2006 se creó la Fundación Maison du Pain, con sede en Ayent, Suiza, y entre sus miembros se encontraban la entonces priora general, Sœur Isabelle Flye Sainte Marie, y Annie Lheureux (1936-2023), Sœur Hallel en religión. Sus principales objetivos son: «desarrollar la vida espiritual en el mundo, apoyándose en particular en la Familia monástica de Belén; recaudar los fondos necesarios [...]; asegurar la distribución de los bienes [...]; promover la difusión de sus trabajos artesanales.» 

## La influencia del padre Marie-Dominique Philippe

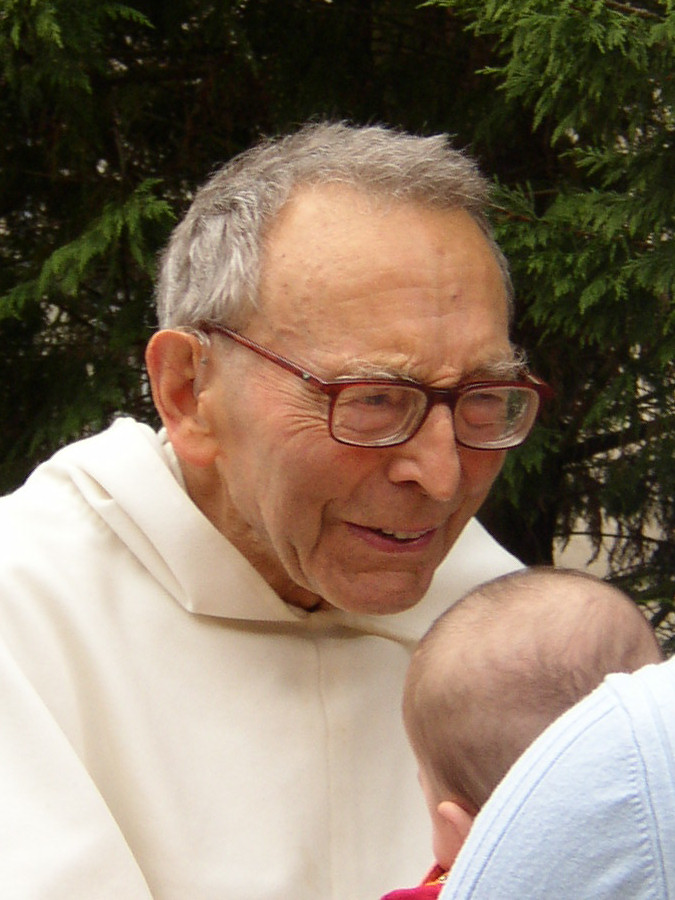
Marie Dominique Philippe

En su libro L’Affair publicado en febrero de 2023, dedicado a los abusos sexuales de Thomas y Marie-Dominique Philippe, Tangi Cavalin menciona una nta inédita “sobre el papel ejercido por el Padre Marie-Dominique Philippe, op., en la historia de la familia de Belén”, que data del 12 de noviembre de 2021. En cuanto a la fundadora de Belén, el informe de los Hermanos de San Juan, publicado en junio de 2023, subraya que «el Padre Marie-Dominique fue su padre espiritual durante un tiempo. En 1968 Sœur Marie le escribió diciéndole que él desempeñó un papel decisivo en momentos clave de su vida». Céline Hoyeau, autora de La traición de los Padres, la clasifica entre los «fundadores de comunidades cercanas a los hermanos Philippe y/o figuras que reivindicaron su influencia sin ser autores de abusos sexuales». 

### Un acompañante (1942-1951)
El primer encuentro entre Odile Dupont y Marie-Dominique Philippe se remonta a 1942. Marie-Christine Lafon, biógrafa de Marie-Dominique Philippe, sugiere un papel de acompañante en 1946, cuando Odile Dupont ingresó en la congregación de Tourelles: «La actividad apostólica del predicador incluye reuniones, intercambios y acompañamiento personal. Así, en 1946, con la Sœur Marie Dupont-Caillard (1922-1999)». En 1950, se alojó en el convento de la Epifanía en Soisy-sur-Seine y estudió en L’Eau Vive, donde Marie-Dominique Philippe enseñaba entonces. La biógrafa del dominico también le atribuye un papel en la creación de la comunidad de Belén: “Con la luz y el aliento del Padre Marie-Dominique Philippe, entre otros hermanos predicadores, en febrero de 1951, en la diócesis de Sens, [la Sœur Marie] comenzó a llevar, con dos jóvenes mujeres, una vida comunitaria [...] pronto, recibieron el nombre de Hermanitas de Belén”. Este punto lo plantea la periodista Céline Hoyeau en su libro La Trahison des pères: «El padre Marie-Dominique Philippe, diez años mayor que ella, la anima en esta empresa.» 
Los abusos sexuales de mujeres por parte de Thomas Philippe, fueron ampliamente documentados mediante informes encargados por la Provincia Francesa de los Dominicos y L’ Arche publicados a finales de enero de 2023, y los de su hermano Marie-Dominique Philippe en particular en el informe de la congregación de Saint-Jean publicado en junio de 2023. Además, Blandine de Dinechin señala en su biografía de la fundadora de Belén que «desde que se revelaron las andanzas místico-sexuales delictivas de los dos hermanos [...], cabe preguntarse si Odile Dupont escapó a ellas, hasta el punto de que las ramificaciones de su influencia se extienden a los monasterios femeninos cerca de L’Eau Vive. Una cosa es cierta: como muchas otras, fue seducida espiritualmente hasta el final de su vida por Henri, Marie-Dominique Philippe en la religión».

### Un círculo de relaciones (1951-1971)
Céline Hoyeau y el informe de la comunidad de San Juan sobre su fundador ponen también de relieve la proximidad geográfica entre la comunidad de Belén, fundada en 1954 en Méry-sur-Oise, y el convento dominico de Saulchoir, donde Marie-Dominique Philippe enseñaba entonces.
Muy cerca de esta última, de la que es animadora desde 1954, Alix Parmentier (1933-2016), cofundadora con él de las hermanas contemplativas de San Juan en 1982 y priora general, vivió un año en Méry-sur-Oise con las hermanas de Belén hasta el verano de 1957. Forma parte del grupo de iniciados de L’Eau Vive y mantiene una relación de carácter sexual con Marie-Dominique Philippe. A pesar de su deseo, no pudo entrar en junio de 1956 en el monasterio de Bouvines cuya priora, Cécile Philippe, acababa de ser depuesta a causa de una condena del Santo Oficio por graves abusos cometidos contra sus propias monjas conjuntamente con su hermano Thomas Philippe . Parece que a la Hermana Marie le hubiera gustado que Alix [Parmentier] permaneciera en la comunidad [de Belén], pero a pesar de la separación, el vínculo persistirá entre ambas. Alix Parmentier se unió entonces al Carmelo de Boulogne (Hauts-de-Seine), que tenía una relación privilegiada con Marie-Dominique Philippe. La fundadora de Belén mantuvo una estrecha correspondencia con Alix Parmentier hasta 1961, y posteriormente cada año en Navidad.
La sobrina de Marie-Dominique Philippe, Anne Philippe (1933-1964), hija de Joseph Philippe, entró en la comunidad de Belén y recibió el hábito del provincial de Francia de los dominicos, el padre Joseph Kopf (1912-2007) el 4 de octubre de 1958.
Sancionado por el Santo Oficio en 1957, debido a su complicidad con su hermano Thomas Philippe, él mismo condenado en 1956, a Marie-Dominique Philippe se le prohibió “oír confesiones, dirigir espiritualmente a las monjas, permanecer y predicar en los monasterios y enseñar la espiritualidad”. Fue completamente rehabilitado el 27 de mayo de 1959.
Una vez levantadas las sanciones, el padre Marie-Dominique Philippe siguió siendo objeto de cierta desconfianza. En octubre de 1959, el padre Chevignard, dominico responsable de apoyar la fundación de las Hermanas de Belén, prohibió a la Sœur Marie Dupont-Caillard llevarlo a su comunidad en Méry-sur-Oise.» La prohibición de que Marie-Dominique Philippe viniera a Belén a predicar se ve corroborada por las crónicas de la comunidad entre 1957 y 1965: aunque mencionan a un gran número de padres dominicos con los que las hermanas estaban en contacto, nunca se cita el nombre del padre Marie-Dominique Philippe. Su biógrafo destaca su ausencia en el desarrollo de la comunidad hasta 1971: «Entre 1952, fecha de los primeros pasos de la comunidad [de Belén], y 1971, fecha de su desarrollo según su carisma, el padre Marie-Dominique Philippe no participó en la explicación progresiva de su vocación.» 
Sin embargo, el año 1968 vio una nueva proximidad: una monja cercana a Marie-Dominique Philippe, la Mère Marie-Renée du Christ, a quien Sœur Marie Dupont había conocido durante su estancia en 1949 en su congregación, legó su casa de Friburgo a la comunidad en 1968, poco antes de su muerte, lo que permitió a las jóvenes hermanas seguir, entre otras cosas, la enseñanza de Marie-Dominique Philippe en la Universidad de Friburgo.

### Papel destacado a partir de 1971
Fue en 1971 cuando el padre Marie-Dominique Philippe se unió a las monjas de Belén, primero en el monasterio de Monts-Voirons en Boëge (Alta Saboya), luego en el monasterio de Currière y en la abadía de Lérins para asegurar su formación . Se convirtió entonces en «casi el único maestro externo de la comunidad de las hermanas de Belén».
En 1979, las Hermanas de Belén se establecieron en Friburgo en un pequeño monasterio cerca del de los Hermanos de San Juan, del cual Marie-Dominique Philippe había sido la fundador desde 1975. «Su priora general, Sœur Marie, quería que se formaran [...] con el Padre Philippe, con vistas a ser responsables de los estudios en sus comunidades». Las comunidades de Belén y San Juan aparecen entonces como «dos comunidades hermanas». Marie-Dominique Philippe apodó a las monjas de Belén «las primas».
A petición de Sœur Marie Dupont, Marie-Dominique Philippe redactó en 1983 la regla de vida de la fraternidad laica formada en torno a las monjas de Belén, según el testimonio de uno de sus miembros más activos, Philippe Rouvillois. El dominico fue su predicador durante más de diez años.
En la década de 1980, cuando surgieron las primeras acusaciones contra el fundador de la Congregación de San Juan, que gozaba de una gran aura en el mundo católico, sus amigos cercanos, incluida la fundadora de Belén, lo defendieron al tiempo que le advertían: «A este respecto, las cartas del Padre de Monteynard (1981) o de la Sœur Marie Dupont-Caillard, de las Hermanas de Belén (1986), a M.-D. Philippe son características. Se le brinda toda la confianza y el “afecto respetuoso”. Le decimos que es una víctima potencial, queremos protegerlo [...] Alabamos las vocaciones que abundan y son una bendición del Señor. [...] La Sœur Marie añade una dimensión “sobrenatural” al citar dichos de la Virgen María sobre el propio M.-D. Philippe: «María ha dicho tantas veces: ‘Me importa su honor como sacerdote’»» .
En mayo de 2002 en el informe del Servicio de Acogida de Mediación (SAM) de la Conferencia de Obispos de Francia, la Familia Monástica de Belén aparece junto a otras comunidades sospechosas de excesos sectarios, de las que Marie-Dominique Philippe es el denominador común. Se le describe «como omnipresente en una red de la que él es el principal, incluso el único punto de referencia.».
En 2004-2005, en el momento en que los graves excesos de la comunidad de Saint-Jean y de su fundador empezaron a ser revelados por AVREF y la revista Golias , el cardenal Jean-Marie Lustiger, arzobispo de París, aconsejó a la Familia Monástica de Belén borrar todas sus referencias a Marie-Dominique Philippe. “No sólo como directora espiritual de la Sœur Marie durante años, sino también como maestra o compañera en Belén de hermanas en crisis.» 
En su artículo junio de 2023 en La Croix, Céline Hoyeau vincula ciertas formas de abusos de conciencia y autoridad en la comunidad de Belén con el legado de Marie-Dominique Philippe: «Las presiones psicológicas sobre las vocaciones, en particular, han sido destacadas por antiguos miembros. Se les decía, entre otras cosas: «Si te vas, ya no seré responsable de tu vocación.» El Padre Philippe repetía a menudo esta frase a sus propios hermanos de la comunidad. Esta frase la adoptó directamente de su tío y padre espiritual, el padre Dehau, quien lo había presionado para que ingresara en la orden dominicana [...]”. Marie-Dominique Philippe recibió instrucciones de la Sœur Marie Dupont para reunirse en privado con muchas hermanas de Belén que sufrían en la comunidad, con el fin de disuadirlas de abandonarla.

## Abuso de conciencia y autoridad perjudicial para la psique de las personas

### Numerosas alertas a la jerarquía católica

#### Décadas de 1980 y 2000
Una investigación de Le Monde aparece el 21 de febrero de 1983 dedicada a la renovación de la vida monástica femenina. Según Catherine Baker , entrevistada en el artículo, «la fascinación ejercida sobre [las] monjas [de Belén], la obediencia exigida es del orden de la secta. Estamos al borde de prácticas manipuladoras, que aniquilan toda reflexión individual». Una dominica «con altas responsabilidades» afirma recibir a exmonjas de Belén que tienen «gran dificultad para recuperar su equilibrio». Las hermanas «en crisis», según el eufemismo utilizado en la comunidad, están acompañadas por sacerdotes y religiosos, entre ellos el dominico Jean-Miguel Garrigues.
EL 3 de junio de 1998, una joven polaca de Cracovia, Magda (hermana Mirya en religión), de 27 años , pone fin a su vida prendiéndose fuego en el monasterio de Camporeggiano cerca de Gubbio en Italia. Su funeral se celebró de manera apresurada el 5 de junio, sin autopsia, como fue el deseo de Sœur Marie Dupont, quien presentó a la madre el suicidio de su hija como una rotura de aneurisma. El obispo local, Pietro Bottaccioli, fue informado, pero dentro de la comunidad el asunto fue silenciado. La madre de la joven, que tiene dudas sobre las circunstancias de su muerte, deseó realizar gestiones a través de un abogado en la embajada de Polonia en Roma. Ella escribió al Papa polaco, Juan Pablo II, pero no recibió respuesta. Se comunicó con Laurent Grzybowski, periodista de la revista La Vie, quien no mencionó el asunto en su artículo de 2001. Lo reveló a un antiguo superior, Fabio Barbero, en el sitio web L’envers du décor y en el de AVREF en 2014, lo que valió a estos dos sitios una notificación formal por parte del abogado de la Familia Monástica de Belén. Una exmonja que abandonó la comunidad en 2013 testificó en 2015 ante La Croix : «Nunca dejé de advertir sobre su salud mental y el riesgo de suicidio, en vano… Lo que más me dolió fue que su muerte se ocultara». Este suicidio precedió de unos meses al reconocimiento papal el 6 de octubre de 1998 y la apertura de un monasterio en el norte de Polonia, el 8 de diciembre siguiente, en Grabowiec, cerca de Szemud en la diócesis de Gdansk, bajo la égida de su obispo Tadeusz Gokłowski, con probables razones de ocultación.

#### Década de 2000
En febrero de 2001, bajo la pluma de Laurent Grzybowski, la revista La Vie publicó un estudiotitulado “Gurús en los conventos” que denunciaba “excesos sectarios” en “cinco comunidades religiosas francesas”, incluida la Familia Monástica de Belén. El artículo menciona el caso de una joven que ingresó a la comunidad en 1987 a la edad de 26 años, y cuya madre la retiró al notar el deterioro de su condición física y mental. En el momento de la publicación del artículo, después de dos intentos de suicidio, estaba “psiquiátricamente discapacitada” y vivía reclusa con un pariente. Cartas descubiertas por la madre muestran que su hija fue manipulada por supuestos mensajes de la Virgen traducidos para ella por la priora general, Sor Isabelle. Contactada por La Vie, Sor Isabelle reconoció «una gran falta» que la llevó a pedir perdón a la madre de la joven «e incluso a Roma, habiendo llegado el asunto al Vaticano» . Se llegó a un acuerdo financiero entre la comunidad y la madre para que ella no diga nada más sobre este asunto y así preservar la imagen de la comunidad . En las semanas siguientes a su publicación, cientos de cartas inundaron la sede de la revista, la mayoría hostiles al punto de vista desarrollado, rechazando el cuestionamiento de una personalidad como Marie-Dominique Philippe o el acercamiento entre comunidades controvertidas y otras consideradas perfectamente ortodoxas y respetables, como la de Belén, reconocida por derecho pontificio. En su calidad de antiguo superior diocesano, Gabriel Matagrin, obispo emérito de Grenoble, defiende vigorosamente a la Familia Monástica de Belén y a su fundadora.
EL13 de mayo de 2002, el Servicio de Acogida de Mediación (SAM) de la Conferencia de Obispos de Francia, creado por iniciativa de Jean Vernette, emite un informe en el que se cita a la Familia Monástica de Belén junto a otras comunidades sospechosas de excesos sectarios (ramas de la Congregación de Saint-Jean, la Abadía de Ourscamp con Points-Cœurs, el Carmelo de Montgardin) de las que Marie-Dominique Philippe aparece como denominador común. Sobre estas comunidades, de las que es el principal, si no el único referente, como maestro, capellán o confesor, incluso exorcista, ejerce una profunda influencia . En su libro publicado en 2004, Olivier Landron indica que el rápido desarrollo de la comunidad a partir de los años 1970 (una veintena de novicios por año), en contraste con su carácter ascético y eremítico que suele atraer pocas vocaciones, ha despertado preocupación en el episcopado francés “a causa de este radicalismo evangélico que podría llevar a excesos lamentables”.
En su número de noviembre-diciembre de 2005 sobre La cara oculta de los «Pequeños Grises», la revista Golias publicó el testimonio anónimo de una ex hermana de la Familia de Belén  que denuncia la manipulación, la infantilización, la exaltación del sufrimiento y el adoctrinamiento que reinan en el seno de la comunidad.
En noviembre de 2009, Fabio Barbero, primer asistente del prior general de la rama masculina, fue a la Congregación para la Doctrina de la Fe (CDF) en Roma para entregar un expediente de unas 40 páginas en el que relataba lo que había vivido en la Familia monástica de Belén desde 1985. Regresó al Vaticano unas semanas después acompañado por el hermano Patrick, ex prior general,  quien le entregó el 8 de enero de 2010 un expediente similar, que contiene, en particular, el relato detallado del suicidio en el monasterio de Camporeggiano, del que fue testigo directo . Juntos dan testimonio ante la CDF sobre «peligrosas desviaciones sectarias» que han marcado a la comunidad «desde sus orígenes» . El hermano Patrick no recibe ninguna respuesta de la Santa Sede. La Familia Monástica de Belén, informada de su acercamiento, obtuvo su exclaustración en 2013 y su despido en 2022.

#### Década de 2010
A finales de octubre de 2013 unas cuarenta víctimas de los excesos sectarios de las nuevas comunidades, entre ellas antiguos miembros de la Familia monástica de Belén, lanzaron un llamamiento a los obispos reunidos en asamblea plenaria en Lourdes.
En 2014 y 2015, AVREF l'AVREF  y el sitio web L’envers du décor  publicaron una larga serie de testimonios que denunciaban excesos sectarios en la familia monástica de Belén, en particular, el 28 de octubre de 2014, el de Fabio Barbero . Describe un «sentimiento de superioridad y desconfianza compulsiva hacia la Iglesia» como «un nivel aparente, en conformidad con la Iglesia, y un nivel secreto, oculto» . Denuncia un maximalismo mariano de tipo gnóstico  que favorece el ascenso e influencia de la priora general “en [quien], la Virgen está presente in persona, personalmente” y a quien cada miembro de la comunidad debe rendir cuentas llevando un “libro de confesiones a la Virgen - una especie de examen de conciencia diario donde en lugar de dirigirse a Dios uno se dirige a la Virgen”. En una respuesta por escrito, el 18 de noviembre de 2014 y publicada por L’envers du décor, el hermano Silouane, prior general de la rama masculina, califica el testimonio de «expediente falso e incriminatorio» cuyo autor reivindica un «pseudo estatuto de víctima y de denunciante».
Un colectivo de familiares de la Familia de Belén crea en febrero de 2015 un blog, sansdecor.com, destinado a defender a la comunidad frente a las críticas de antiguos miembros publicadas en Internet. Dos documentales de la directora Stéphanie Pillonca-Kervern, cuya hermana es monja en Belén, Un Amour absolu y Ma Petite Sœur, son emitidos por France 2 y Arte a finales de diciembre de 2014 y en abril de 2015,. El monasterio de las montañas de Voirons organiza por primera vez el 20 de junio de 2015 una jornada de puertas abiertas para mostrar al público sus ermitas.
En abril de 2015, antiguos miembros de la familia monástica de Belén, testigos de numerosas disfunciones de la comunidad, crearon la asociación Acogida y Apoyo a los Ex-Miembros de la Comunidad de Belén.
Ese mismo año, una ex hermana entregó a varias personalidades de la Iglesia católica un archivo histórico de más de 500 páginas sobre la comunidad.

#### La visita apostólica de 2015 y sus consecuencias
Fin mayo de 2015, a raíz de varias quejas de ex hermanas “que informan de graves disfunciones y que la CEF y el Vaticano [...] toman ‘muy en serio’”, una visita apostólica es ordenada por la Santa Sede que nombra a Jean Quris, ex secretario general adjunto de la Conferencia de Obispos de Francia (CEF)  y a Sor Geneviève Barrière, benedictina y ex abadesa de Jouarre entre 2007 y 2014, como visitadores apostólicos. Los testimonios enviados a Roma o publicados en Internet denuncian “presiones en el discernimiento, una ruptura excesiva con el mundo exterior, una cultura de la culpa, una centralización de poderes en manos de la priora general, la ausencia de elecciones reales a nivel local y un pensamiento único que no permite ningún paso atrás”, así como la falta de distinción entre fuero interno y fuero externo.
Tras esta visita apostólica de finales de 2016, la Congregación para los Institutos de Vida Consagrada recomendó adaptaciones para poner fin a lo que parecían «abusos de autoridad, incluso abusos espirituales». En febrero de 2017, una nueva priora general es nombrada por Roma y seis monjas designadas por la Santa Sede toman su lugar en el consejo permanente con el Padre Jean Quris y la Hermana Geneviève Barrière nombrados asistentes apostólicos. El padre cisterciense Cesare Falletti fue nombrado asistente de la rama masculina, cuya creación él mismo había sugerido en 1971 después de estancias en la abadía de Tamié y en la vecina fundación de las hermanas en Hautecour.
Estas últimas piden, en noviembre de 2020 a la Familia Monástica de Belén a comprometerse públicamente en «un reconocimiento claro de los errores y faltas del pasado» . Mediante un comunicado de prensa del 5 de enero de 2021 la comunidad anuncia que ha “tomado conciencia de las heridas y traumas que tales disfunciones han causado”. Crea una unidad de escucha independiente e inicia un camino de reforma que incluirá trabajos de revisión de las constituciones. Al final del Capítulo General celebrado en noviembre de 2021, donde «la cuestión de los abusos de autoridad y los abusos espirituales ha estado en el centro de las intervenciones, de las discusiones, [y] de las decisiones», la comunidad nombra explícitamente las «disfunciones [...] que podrían haber llevado a abusos o a control» y anuncia la votación de las nuevas constituciones sometidas a la aprobación de la Congregación para los Institutos de Vida Consagrada.

### Preguntas sobre las medidas de reforma adoptadas por la Familia Monástica de Belén

#### La célula de escucha y mediación
Según un artículo de la revista Golias publicado en mayo de 2022, firmado por una ex hermana de Belén, si la comunidad acepta regularizar al menos una parte de las cotizaciones previsionales no pagadas a la CAVIMAC, las solicitudes de indemnización a la célula de escucha por maltrato psicológico no serían satisfechas. La comunidad afirma que ni el Servicio de Recepción de Mediación de CORREF (SAM) ni la Comisión de Reconocimiento y Reparación (CRR) están autorizados para tratar estos casos. Esta última instancia, creada en noviembre de 2021 tras la publicación del informe de la CIASE, es únicamente competente en materia de abusos sexuales. La creación por la propia comunidad de «una célula de mediación de indemnizaciones destinada a reunir todos los elementos necesarios para una compensación justa que permita establecer y regularizar acuerdos definitivos» se menciona en las cartas enviadas por la Familia Monástica de Belén a los solicitantes . Según el testimonio de una hermana que abandonó recientemente la comunidad, el anonimato de quienes se confían en la célula de escucha no es respetado, lo que crea “un verdadero clima de miedo”.

#### Investigación sobre una desaparición inquietante
El 4 de mayo de 2023, la revista Golias Hebdo publicó una investigación sobre la desaparición de una joven, Sarah (que en religión se convirtió en Sor Telf Maryam), que entró en Belén en octubre de 2012 a la edad de 23 años en el monasterio de Notre-Dame de la Présence de Dieu en París, de la cual Sor Priscille es la priora . Habiendo perdido todo contacto con Sarah y privada de visitas desde entonces, enero de 2016, sus padres recurren a mayo de 2017 a la priora general, Sor Emmanuelle, pidiendo sin éxito ser recibidos por la asistente apostólica, Geneviève Barrière. También enviaron una carta al Papa Francisco en junio de 2017en el que manifiestan su preocupación por la salud física y psicológica de su hija: que operada dos veces de la rodilla en septiembre y diciembre de 2013, sufriría también de depresión. Sin noticias de ella, presentan en enero de 2018 una denuncia por secuestro, desestimada sin más trámite. Denunciaron su preocupante desaparición ante la policía en marzo. A principios de 2020, se pusieron en contacto con el Centro Contra la Manipulación Mental (CCMM). Su vicepresidente, Francis Auzeville, envió varias cartas a Alain Planet, obispo responsable de la unidad de desviaciones sectarias en la Iglesia católica. Según Alain Planet, Sarah se reunió al menos dos veces en 2017 con los dos asistentes apostólicos nombrados por Roma. Uno de ellos, el padre Quris, afirma que Sarah habría depositado en junio de 2017 una denuncia policial por acoso contra sus padres. Según se informa, la comunidad la alentó a terminar toda relación con ellos. Según el asistente apostólico, en una carta escrita en julio de 2018 Sara habría abandonado Belén. En octubre de 2020 el vicepresidente del CCMM se dirigió al nuncio apostólico Celestino Migliore quien respondió con “una breve misiva, en forma de negativa”. Francis Auzeville afirma que «el representante del Papa en Francia no tiene en cuenta los resultados de la investigación realizada a petición de los padres, que ya han visto su caso sobreseído tras presentar una denuncia por una desaparición preocupante.» 

#### Informes a la Miviludes e investigación judicial en curso
En una encuesta publicada el 10 de mayo de 2023 tras reunir quince testimonios, Charlie-Hebdo presentó varios informes a la Miviludes en 2021 y 2022. La propia presidenta de CORREF, Véronique Margron, transmitió a la justicia en 2021 «varios casos de maltrato psicológico» tras «testimonios médicamente graves». Según una psicoterapeuta que atiende a muchas ex hermanas, algunas de las cuales están hospitalizadas, “Belén es la comunidad católica más profundamente destructiva a nivel mental y psicológico, porque las hermanas ya no son capaces de pensar por sí mismas”. Una investigación judicial está en marcha después de que se hayan presentado al menos dos denuncias “por abuso de debilidad e incumplimiento de las obligaciones legales de contribuir a las pensiones”. Incluso si el uso del cuaderno a la Virgen y la lectura de la correspondencia por parte de las superioras habría terminado después de la visita apostólica, “las hermanas todavía tienen prohibido comunicarse entre sí, y la priora todavía concentra la mayor parte de los poderes”, según la revista .
En octubre de 2023 un artículo de la revista Le Pèlerin, dedicado a los fenómenos de control, señala que «muchas mujeres que han abandonado la familia monástica [de Belén] han descrito prácticas [perjudiciales]: las hermanas no pueden comunicarse oralmente entre sí, la cultura de la mentira y de la denuncia es omnipresente. » 

## Sospechas de abuso sexual dentro de la comunidad
En enero de 2023 la diócesis de Besançon lanza un llamamiento para recoger testimonios con el fin de encontrar posibles víctimas de Raymond Jaccard, que entró en el monasterio de Pugny-Chatenod, en Saboya, en 2010  a los 79 años como sacerdote capellán de las Hermanas de Belén . Residió allí hasta su muerte en agosto de 2021. La diócesis de Chambéry revela haber recibido en abril de 2020 “Información oral y escrita que implica a este sacerdote incardinado en la diócesis de Besançon, por abusos sexuales y espirituales a adultos”. Los hechos fueron denunciados en mayo por el obispo Jean-Luc Bouilleret al fiscal de Chambéry, ya que el sacerdote residía entonces en Saboya. Se ha abierto una investigación preliminar. La Congregación para la Doctrina de la Fe también se hizo cargo del caso y suspendió al sacerdote de todo ministerio. A su muerte en agosto de 2021 el tribunal pone fin a la investigación judicial, pero la diócesis de Chambéry precisa que “en el estado de la investigación, los hechos denunciados han sido corroborados por numerosos testimonios”, sin precisar ni la naturaleza de los abusos, ni los lugares donde supuestamente se cometieron, ni el número de posibles víctimas. El fiscal de Chambéry indica que “hay dos víctimas que parecen estar vinculadas, con domicilio en Saboya”, pero desconoce el contexto de los presuntos abusos. Según su coordinador, la unidad de escucha de la diócesis de Saboya (para las víctimas de clérigos) no fue contactada en este caso entre 2020 y 2023. Según el obispo, el sacerdote no tenía ningún ministerio en Saboya, con la excepción de su cargo de capellán de las Hermanas de Belén .
En mayo de 2023, un artículo en Charlie-Hebdo reveló que se había contactado a la Comisión de Reconocimiento y Reparación (CRR) en octubre de 2022 por un caso de abuso sexual que supuestamente tuvo lugar dentro de la comunidad en la década de 1960 .
Entrevistado en un libro publicado en julio de 2023 El arte y el drama del exceso: Sœur Marie y Belén. El hermano Patrick, antiguo Prior General de Belén, no excluye, aunque afirma no tener pruebas, que Marie-Dominique Philippe pudiera haber cometido abusos sexuales en el seno de la comunidad: «En la medida en que [...] Sœur Marie confió muchas hermanas de Belén a Marie-Dominique Philippe, ¿eran ellas las únicas monjas a las que no manoseó, acarició o incluso violó?» 

## Lanzamientos recientes
El libro Riesgos y derivas de la vida religiosa  publicado en 2020 por el Prior general de los Cartujos, Dysmas de Lassus “fue concebido y escrito directamente en conexión con los acontecimientos actuales de la comunidad de hermanas y hermanos de Belén” a partir de testimonios de antiguos miembros. A través de intercambios bajo seudónimo en el sitio L’Envers du decor, se cercioró de desviaciones muy graves en el seno de la familia monástica de Belén, de las que habla en su libro, aunque no se nombra explícitamente a la comunidad. Según él, “la imposibilidad de tener relaciones personales y la sumisión total a un superior [son] características sectarias”. Limitar el contacto con el mundo exterior refuerza esta “estructura piramidal” de control sobre las personas por parte de los líderes comunitarios.
En su libro de 2021, La traición de los padres , la periodista de La Croix Céline Hoyeau sugiere que, según “una teología distorsionada “desarrollada por Sœur Marie Dupont y su séquito, “las hermanas tuvieron que desprenderse de su psique para convertirse en ‘pequeñas Vírgenes Marías en miniatura’ despersonalizadas”.
En mayo de 2022 con motivo de la reedición de su libro-testimonio, 15 años en el infierno de la familia monástica de Belén , publicado en 2020, Patricia Blanco-Suárez fue invitada por primera vez a hablar en público en una iglesia de Lausana sobre su experiencia: «Mi noviciado, que canónicamente debía durar dos años, duró nueve. Me aislaron, presencié todos los excesos sectarios, las manipulaciones. [...] Me escapé tres veces, varias hermanas se suicidaron». En su testimonio a la revista Golias, denuncia lo que sería una forma de discriminación dentro de la comunidad entre «monjas de buena familia, cuyos padres son adinerados, incluso ricos», «promesas, sobre todo en cuestiones de linaje y herencia», destinadas a ser prioras, y otras menos adineradas «disponibles para trabajos forzados», que en lugar de hacer una profesión religiosa, solo hacen una «donación», “una “subprofesión” humillante que las asimila a las hermanas laicas del pasado, trabajando esencialmente en las tareas materiales de la comunidad.
El 28 de julio de 2023 se publica El arte y el drama de lo demasiado: Sœur Marie y Belén, escrito por Blandine de Dinechin, ex periodista de Bayard Presse. El libro, prologado por Jean Lebrun, historiador y locutor de radio, se basa en particular en los testimonios de cuatro miembros que abandonaron la comunidad: el antiguo prior de los hermanos de 1978 a 2000, el primer asistente de su sucesor, Fabio Barbero, Véronique Lauliac que creó la asociación de apoyo a los exmiembros de Belén (ACSEMB) y una persona que desea permanecer en el anonimato. La obra se basa también en el expediente de casi 600 páginas presentado en 2015 a los obispos de Francia por una ex hermana. “Pinta un retrato nuevo y crítico” de la fundadora, cuyos excesos se denuncian: su constante reescritura de la historia de la comunidad, la austeridad de vida impuesta a los miembros de su comunidad, que ella misma no compartía, el despojo “de su razón y de su sentido común en nombre de una obediencia radical a la Virgen María” obligándolos a conformarse a sus caprichos personales privándolos de una verdadera vida espiritual. El libro denuncia también por parte de la Familia Monástica de Belén “mentiras y silencios culpables”, como los que rodearon el suicidio de la hermana polaca que se prendió fuego en 1998, y un “sistema de control” descrito como una “despersonalización lenta, profunda y total”. Según Pierre Vignon, la obra establece “la verdadera historia, es decir desmitificada de la propaganda interna” de la fundadora de Belén, descrita por él como una “personalidad histriónica que manipuló tanto a las autoridades civiles como eclesiásticas al servicio de su comunidad, cuya “lista de fechorías es larga”. Para la revista Vies sacrées, a pesar de una presentación cronológica y de unos apéndices al final de la obra, el libro no es un libro de historiador, sino «una reconstrucción que también podría calificarse de “dramática”, por utilizar el título de la obra, pero que sin duda está también marcada por un “exceso” de interpretaciones y de una puesta en escena audaz» .
El 21 de octubre de 2023 la Familia Monástica de Belén está rediseñando su sitio web  y poniendo en línea una historia detallada de la comunidad que se distingue de su propia historia fundacional tal como aparece en el decreto de erección canónica de 1998.

## Miembros y monasterios
Según su sitio web, la Familia Monástica de Belén, de la Asunción de la Virgen y de San Bruno cuenta en 2023 con aproximadamente 600 miembros, distribuidos de la siguiente manera:
- 29 monasterios de monjas repartidos en 15 países para aproximadamente 550 hermanas.
- 3 monasterios de monjes en Francia, Italia e Israel para unos 35 hermanos.

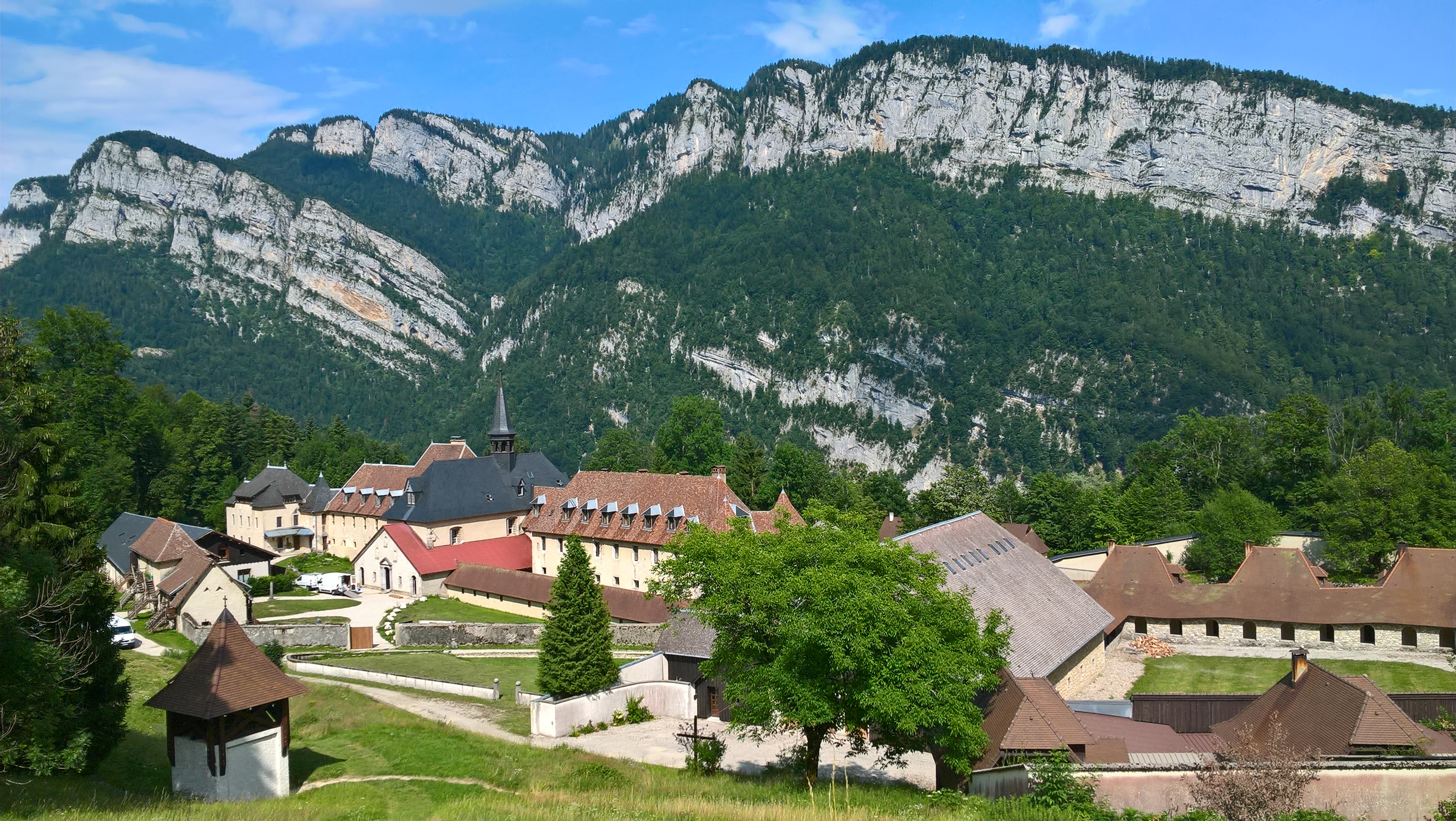
La «Casa Madre» de la Familia monástica de Belén situada cerca de las montañas de la Cartuja en Francia.

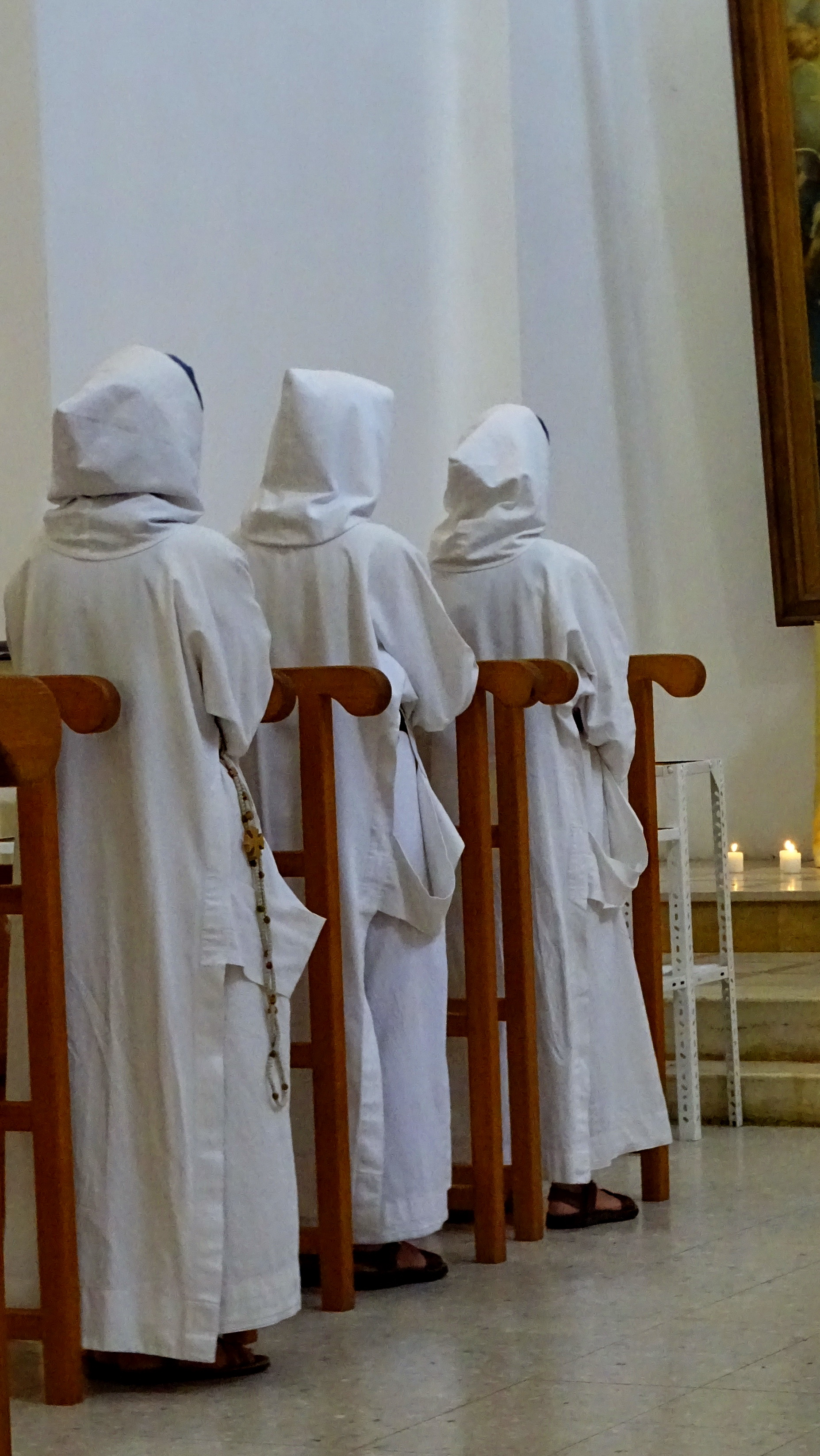
El hábito religioso de los monjes y monjas de Belén se ha inspirado del hábito de los monjes cartujos.

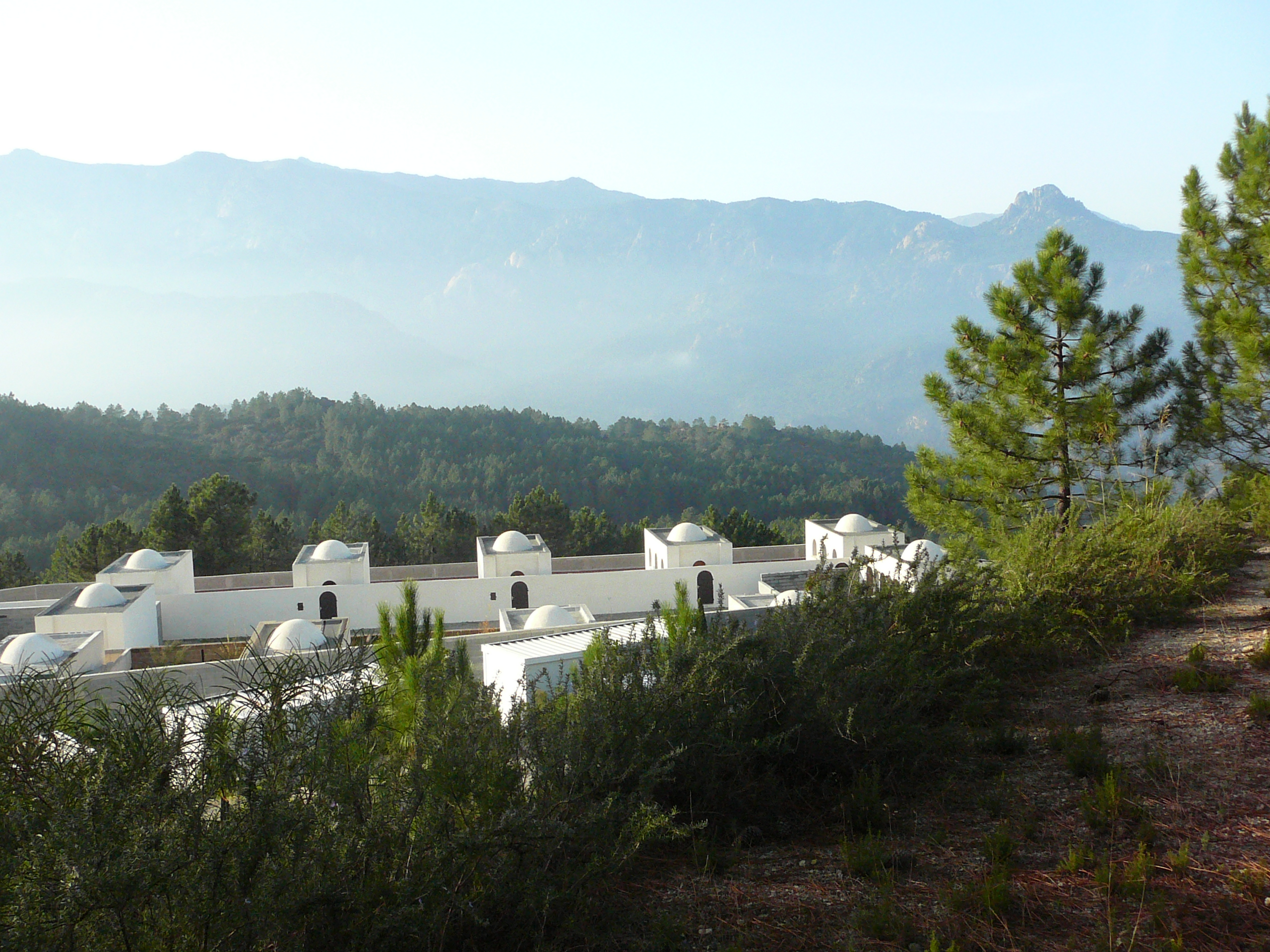
La arquitectura moderna y sencilla es una característica de los monasterios más recientes de la Familia Monástica de Belén.

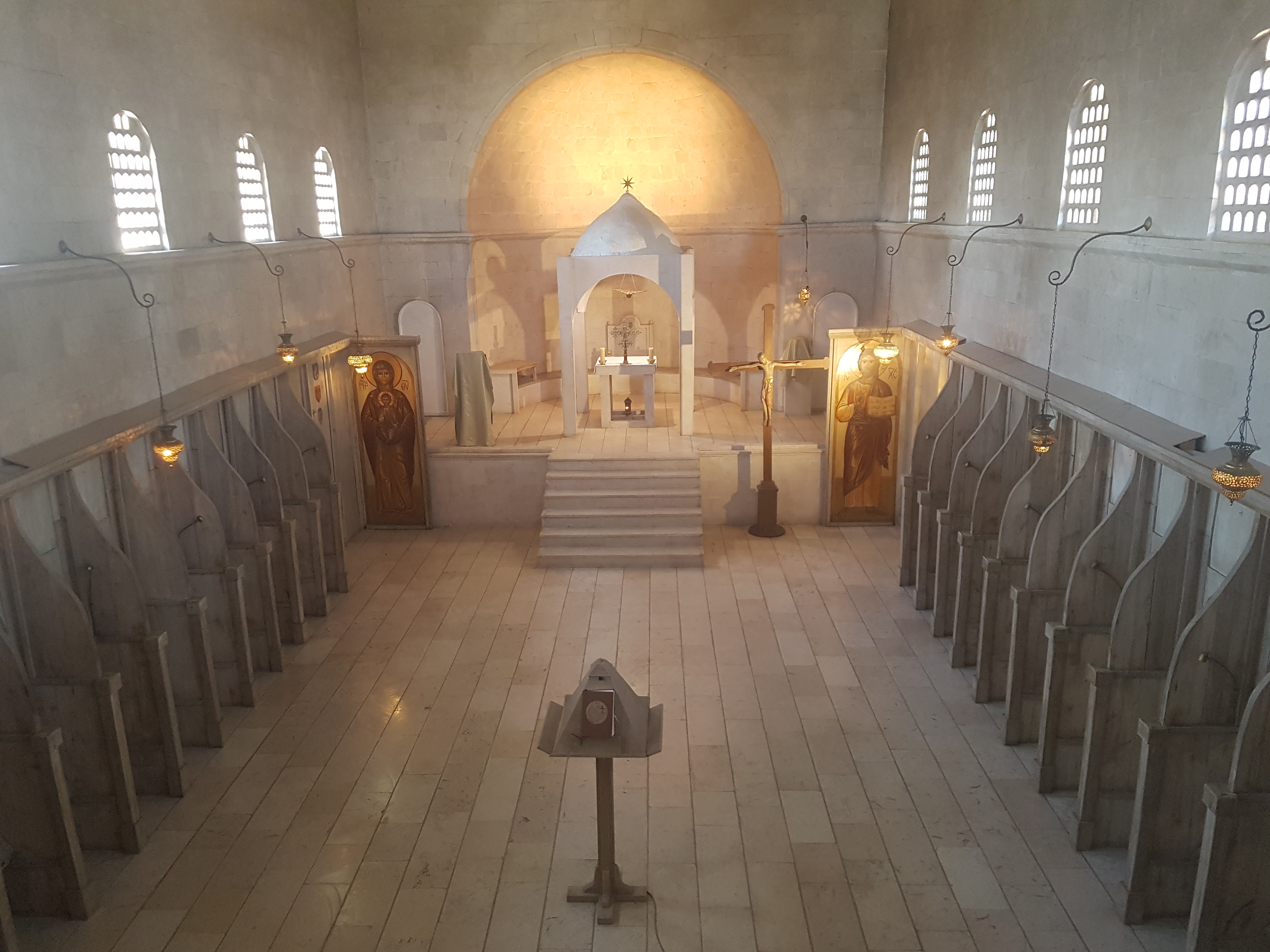
La arquitectura típica de las capillas de la Familia Monástica de Belén.

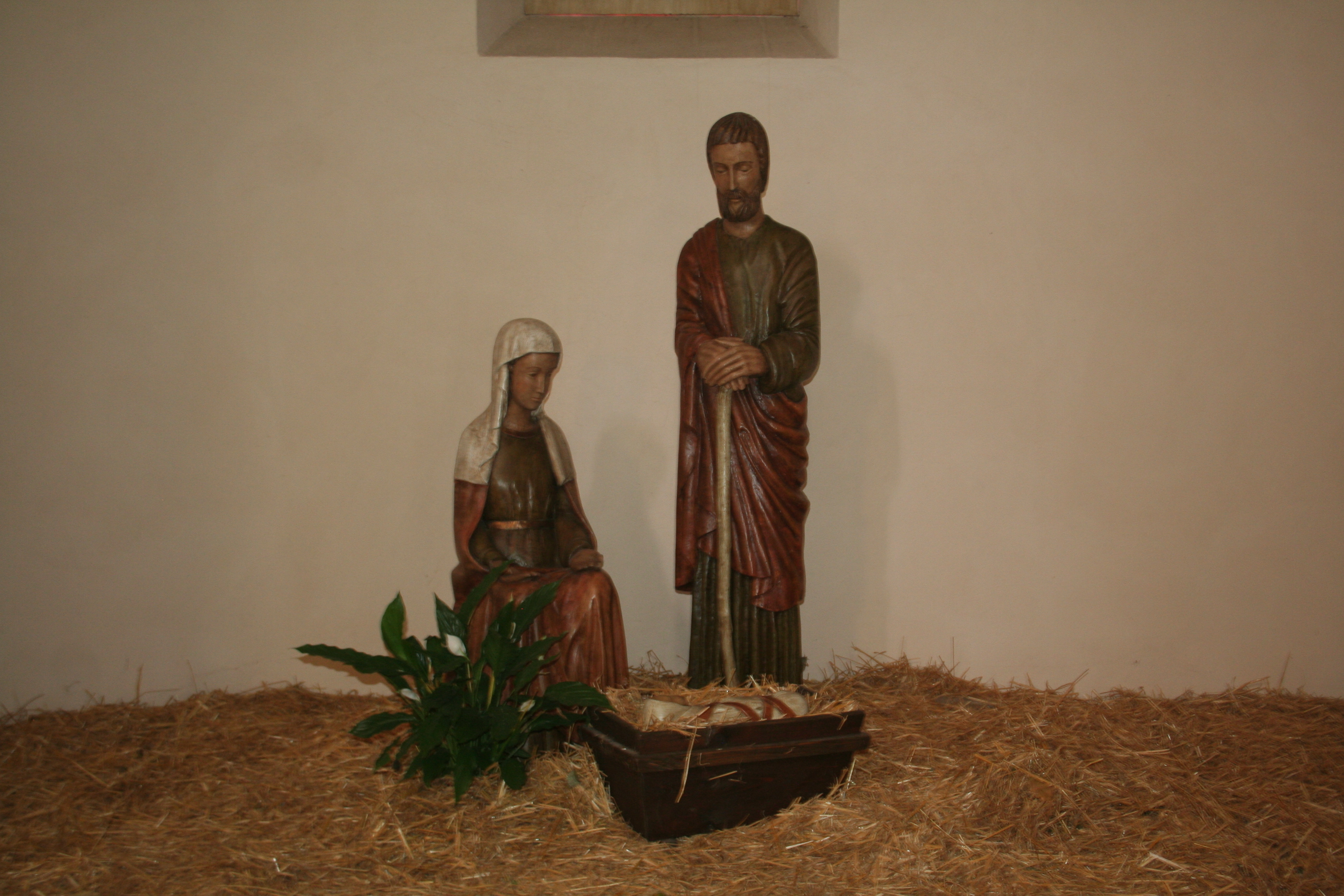
Modelo de una escena del nacimiento de Jesús generalmente esculpida por las Monjas de Belén.

### Monasterios de los Monjes de Belén
- 1976  Francia – Monastère de l’Assomption Notre-Dame – Currière-en-Chartreuse, Saint-Pierre-de-Chartreuse (Diócesis de Grenoble-Vienne)
- 1989  Italia – Monastero dell’Assunta Incoronata – Monte Corona, Umbertide (Archidiócesis de Perugia-Città della Pieve)
- 1999  Israel – Monastère de Notre-Dame de Maranatha – Beit Shemesh (Patriarcado Latino de Jerusalén)

### Monasterios de las Monjas de Belén
- 1967  Francia – Monastère de Notre-Dame de la Gloire-Dieu – Les Montvoirons, Boëge (Diócesis de Annecy)
- 1968  Francia – Monastère de Notre-Dame de la Présence de Dieu – París XVI (Archidiócesis de París)
- 1970  Francia – Monastère de Notre-Dame de Bethléem – Poligny, Nemours (Diócesis de Meaux)
- 1971  Francia – Monastère de Notre-Dame de l’Unité – Pugny (Arquidiócesis de Chambéry)
- 1974  Francia – Monastère de Notre-Dame du Buisson Ardent – Currier-en-Chartreuse, Saint-Laurent-du-Pont (Diócesis de Grenoble-Vienne)
- 1977  Francia – Monastère de Notre-Dame de Pitié – Mougères, Vienne (Isère) (Diócesis de Montpellier)
- 1978  Francia – Monastère de Notre-Dame du Torrent de Vie – Le Thoronet (Diócesis de Fréjus-Tolón)
- 1981  Italia – Monastero della Madonna del Deserto – Monte Camporeggiano, Gubbio (Diócesis de Gubbio)
- 1982  Francia – Monastère de Notre-Dame d’Adoration – Le Val Saint Benoît, Épinac (Diócesis de Autun)
- 1982  Francia – Monastère de Notre-Dame de Clémence – La Verne, Collobrières (Diócesis de Fréjus-Tolón)
- 1982  Israel – Monastère de Notre-Dame de l’Assomption – Bet Gemal, Beit Shemesh (Patriarcado Latino de Jerusalén)
- 1985  Austria – Kloster Maria im Paradies – Kinderalm, Sankt Veit im Pongau, Distrito de Sankt Johann im Pongau (Archidiócesis de Salzburgo)
- 1987  Estados Unidos – Monastery of Bethleem – Our Lady of Lourdes – Camp Road, Livingston Manor, Condado de Sullivan (Nueva York) (Arquidiócesis de Nueva York)
- 1988  Francia – Monastère de l’Assunta Gloriosa – Sari (Diócesis de Ajaccio)
- 1991  Francia – Monastère de Notre-Dame du Saint Désert en Chartreuse, Saint-Laurent-du-Pont (Diócesis de Grenoble-Vienne)
- 1991  Alemania – Kloster Marienheide – Wollstein, Werra-Meißner (Diócesis de Fulda)
- 1992  Argentina – Monasterio de Santa María en la Santísima Trinidad – Merlo (San Luis) (Diócesis de San Luis)
- 1993  Canadá – Monastère de Sainte Marie Reine des coeurs – Chertsey, Matawinie (Diócesis de Joliette)
- 1994  Lituania – Monastère de Notre-Dame de l’Aurore – Paparčiai, Kaišiadorys (Diócesis de Kaišiadorys)
- 1998  Polonia – Monaster Najświętszej Dziewicy na Pustyni – Szemud, Voivodato de Pomerania (Arquidiócesis de Gdansk)
- 1998  Francia – Monastère du Désert de l’Immaculée – Saint-Pé-de-Bigorre (Diócesis de Tarbes e Lourdes)
- 1999  Bélgica – Monastère de Notre-Dame du Fiat – Zutendaal, Limburgo (Diócesis de Hasselt)
- 1999  Chile – Monasterio de Santa María del Paraíso – Casilla, Casablanca (Chile) (Diócesis de Valparaíso)
- 2004  Chipre – Monastery of Bethlehem, of the Assumption of the Virgin, and of Saint Bruno – Pafos (Patriarcado Latino de Jerusalén)
- 2006  Israel – Monastère de Lavra Netofa – Lavra Netofa, Deir Hanna, Distrito Norte (Israel) (Patriarcado Latino de Jerusalén)
- 2009  Israel – Sanctuaire Notre-Dame de Palestine – Beit Shemesh (Patriarcado Latino de Jerusalén)
- 2011  México – Monasterio de las Monjas de Belén – Los Hornos, Valle de Vázquez, Tlaquiltenango Morelos (Diócesis de Cuernavaca)
- 2013  Portugal – Mosteiro de Nossa Senhora do Rosário – Vale Côvo, Couço (Archidiócesis de Évora